# Alosterická regulace

Příklad alosterických regulací - zde způsobuje změnu prostorového uspořádání hemoglobinu vazba kyslíku na jednu z podjednotek

Alosterická regulace (z allos – jiný, stereos – prostor) je ovlivnění vlastností určité oblasti (např. aktivního centra) enzymu, a to vazbou jistého efektoru (alosterického regulátoru) na jiné, tzv. alosterické místo. Alosterické regulátory mohou být jak inhibitory (zejména nekompetitivní), tak aktivátory enzymů. Alosterická regulace mění prostorovou strukturu ovlivňovaných enzymů

## Alosterické enzymy
Monod, Jacob a Wyman vypracovali představu o tom, jak by měly vypadat alostericky regulované enzymy. Uvádí, že to jsou obvykle oligomery tvořené z několika stejných nebo víceméně podobných podjednotek. Jsou schopné přecházet ze stavu aktivního do stavu neaktivního, přičemž oba stavy se liší svou prostorovou konformací. Přechod z jednoho stavu do druhého způsobuje vazba alosterického efektoru (či několika efektorů, z nichž například jeden působí inhibičně a druhý aktivačně). Je zajímavé, že průběh závislosti rychlosti alostericky regulované enzymatické reakce na koncentraci substrátu nemá hyperbolický průběh, nýbrž sigmoidní (esovitý) – přesný tvar křivky závisí mimo jiné na tom, zda se jedná o aktivátor či inhibitor. Pro správný popis alosterické regulace nestačí rovnice Michaelise a Mentenové, musí se používat specializované modely (např. MWC model nebo KNF model).
Modelovým enzymem, který podléhá alosterické regulaci, je aspartáttranskarbamoyláza (ATCáza), enzym účastnící se biosyntézy pyrimidinů. Na její molekulu se může alostericky vázat inhibitor cytidintrifosfát (CTP), jeden z produktů pyrimidinové biosyntézy, takže se vlastně jedná o negativní zpětnou vazbu.